# Blümlisalp
Il Blümlisalp (3.664 m s.l.m. - scritto anche Blüemlisalp) è una montagna delle Alpi Bernesi nel Canton Berna in Svizzera. Interessa i comuni di Kandersteg e di Reichenbach im Kandertal.

## Descrizione
La montagna è formata da tre vette principali:
- Blüemlisalphorn - 3.664 m
- Wyssi Frau - 3.650 m
- Morgenhorn - 3.623 m

La prima ascensione alla vetta è avvenuta il 27 agosto 1860 da parte di Leslie Stephen, Melchior Anderegg, R. Liveing, F. Ogi, P. Simond e J. K. Stone.